# Staré Město (Olomouc)
Staré Město é uma cidade checa localizada na região de Olomouc, distrito de Šumperk.